# 렙디지트
렙디지트(영어: repdigit) 때때로 모노디지트(영어: monodigit)는 1,22,333,4444처럼 모든 자리수가 같은 수로 된 수이다. 모든 렙디지트는 대칭수이다.

## 정의
b 진법의 렙디지트는 아래와 같이 정의된다.
{\displaystyle c{b^{n}-1 \over {b-1}}\qquad {\mbox{for }}b\geq 2,n\geq 1.0<c<b}

## 같이 보기
- 레퓨닛
- 파인만 포인트

## 참고 자료
- Weisstein, Eric Wolfgang. “Repdigit”. 《Wolfram MathWorld》 (영어). Wolfram Research.